# 謝里登鎮區 (堪薩斯州切羅基縣)
謝里登鎮區（英語：Sheridan Township）為美國堪薩斯州切羅基縣的鎮區。2010年美国人口普查中該鎮區人口有231人。

## 地理
謝里登鎮區涵蓋面積173.99平方（67.18平方英里），境內無城市設立。

### 墓園
根據美國地質調查局的資料，此鎮區擁有8座墓園：
| - 鮑恩墓園（Bowen Cemetery） - 弗倫德希普墓園（Friendship Cemetery） - 哈利墓園（Harley Cemetery） - 拉魯墓園（LaRue Cemetery） | - 麥基墓園（McKee Cemetery） - 里涅墓園（Rigney Cemetery） - 謝爾曼墓園（Sherman Cemetery） - 斯塔墓園（Star Cemetery） |

### 溪流
通過此鎮區的溪流有：
- 小切里溪（Little Cherry Creek）
- 馬爾伯里溪（Mulberry Creek）
- 普拉姆溪（Plum Creek）
- 斯廷克支流（Stink Branch）

## 人口統計
根據2010年美國人口普查，謝里登鎮區人口有231人，住房107戶，人口密度為1.33人/每平方公里。此鎮區居民之種族有96.97%為白人；0%為非裔美洲人；0.87%為美洲原住民；0%為亞洲人；0%為太平洋島民；0%為其他種族；另外有2.16%為混血種族。而西班牙裔或拉丁裔美洲人佔此鎮區人口的0.43%。

## 外部連結
- City-Data.com（页面存档备份，存于）